# Kleinbothen
Kleinbothen ist ein zur Ortschaft Großbothen der Großen Kreisstadt Grimma gehöriges Dorf im Landkreis Leipzig in Sachsen. Es wurde am 1. Juli 1950 nach Großbothen eingemeindet, dessen fünf nördliche Ortsteile am 1. Januar 2011 zur Stadt Grimma kamen. Seitdem bildet Kleinbothen mit Großbothen und Schaddel die Ortschaft Großbothen.

## Geographie

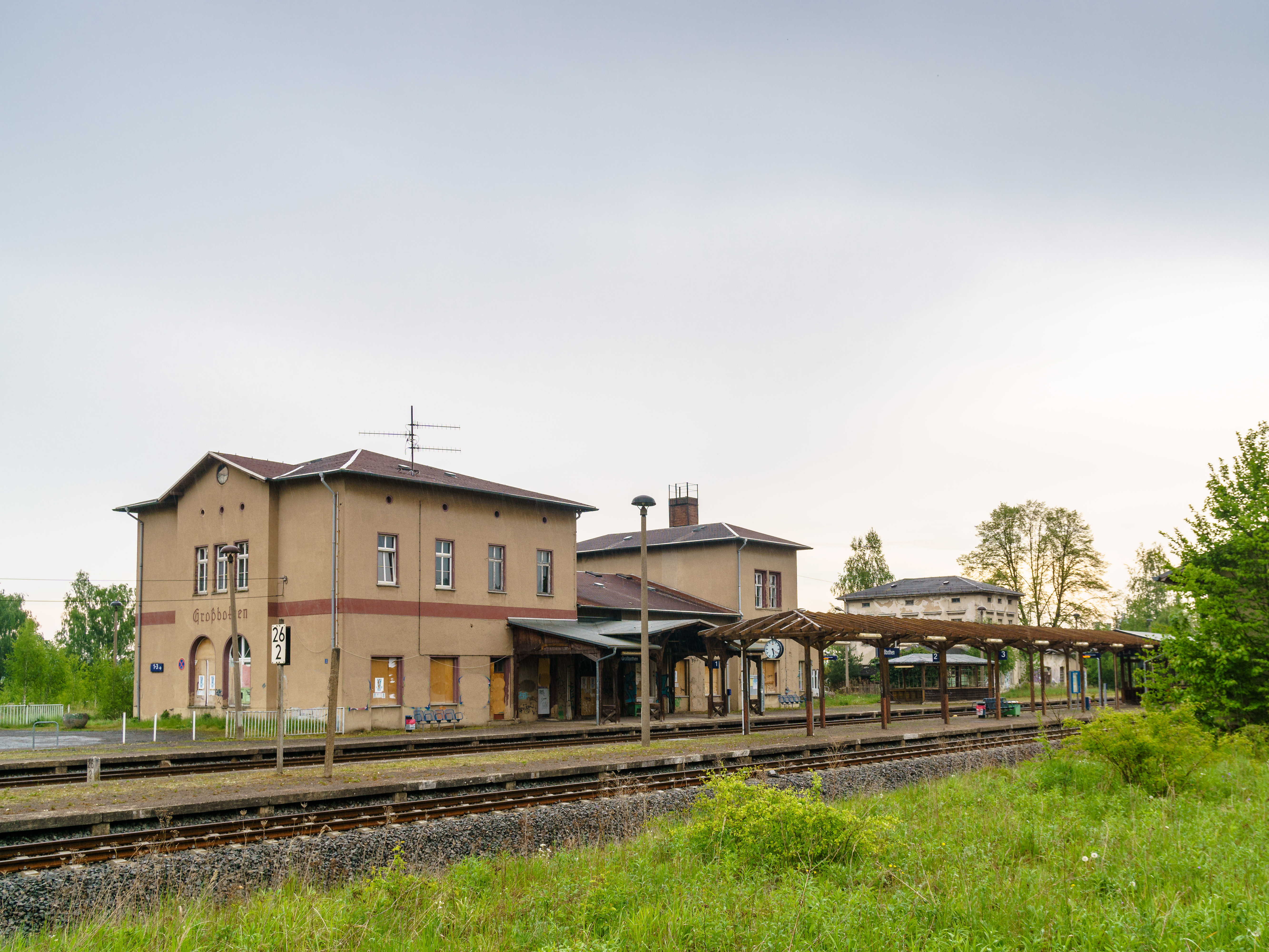
Bahnhof Großbothen, Empfangsgebäude (2017)

### Geographische Lage und Verkehr
Kleinbothen befindet sich am Westufer der Mulde zwischen Grimma im Norden und Colditz im Süden. Lediglich eine kleine, unbewohnte Parzelle an der Mündung des Schelbitzbachs in der nördlichen Ortsflur befindet sich auf der östlichen Seite der Mulde. Direkt im Westen schließt sich jenseits der stillgelegten Trasse der Muldentalbahn der Nachbarort Großbothen an. Der durch den Ort fließende Schaddelgraben mündet nördlich des Orts bei Schaddel in die Mulde.
Südlich von Kleinbothen befindet sich die Bundesstraße 107 und der Bahnhof Großbothen, welcher teilweise in der Flur von Kleinbothen liegt. Während heute nur noch die Bahnstrecke Borsdorf–Coswig in Betrieb ist, hielten in der Station früher auch Züge der Bahnstrecken Glauchau–Wurzen (Muldentalbahn) und Borna–Großbothen (Querbahn). Auf dem Abschnitt Großbothen–Grimma der Muldentalbahn befindet sich heute der Muldentalbahn-Radweg.

### Nachbarorte
| Schaddel   | Höfgen                                      |          |
| Großbothen | Kompassrose, die auf Nachbargemeinden zeigt | Förstgen |
|            | Leisenau                                    | Kössern  |

## Geschichte
Urkundlich wurde das Gassendorf Kleinbothen 1181 das erste Mal im Zusammenhang mit einem Rotolfus, Conradus de Batin genannt, was einen Herrensitz in dem Ort belegt. Dieses als Wasserburg Batin bezeichnete Bauwerk entstand im Mittelalter. Sie befand sich im Osten des Orts und schloss ich westlich an den bestehenden Vorwerksteich an. Die Reste des Bauwerks sind als Bodendenkmal eingestuft.
Weitere Nennungen des Orts waren:
- 1203: Batin
- 1291: Patin (in diesem Jahr wurde der Nachbarort Großbothen erstmals als Patin Theutunica erwähnt)
- 1300: Windischenbatyn
- 1402: Nydern Batyn
- 1421: Boten minor
- 1463: Wenigen Bothen
- 1514: Cleinpoten
- 1535: Kleinen Bothen

Bis ins 16. Jahrhundert gehörte Kleinbothen zum Besitz des Zisterzienserinnen-Klosters Nimbschen, welches infolge der Einführung der Reformation und der Säkularisation als geistliches Institut im Jahr 1536 aufgelöst wurde. Anschließend wurde der Wirtschaftsbetrieb und die dazugehörigen Besitzungen vorerst von dem Klosterverwalter fortgeführt, bis im Jahr 1542 der Kurfürst Johann Friedrich von Sachsen (1525–1554) das Klostergut verpachtete. Als Teil des einstigen Besitzes des säkularisierten Klosters Nimbschen bildete Kleinbothen zwischen 1550 und 1856 ein Amtsdorf des kurfürstlich-sächsischen bzw. königlich-sächsischen Schulamts Grimma, welches für die Verwaltung des Besitzes und der wirtschaftlichen Unterhaltung der Fürstenschule Grimma zuständig war. Das Schulamt Grimma wurde ab 1829 schrittweise mit dem Erbamt Grimma zusammengeführt. Kirchlich gehört Kleinbothen seit jeher zu Großbothen.
Bei den im 19. Jahrhundert im Königreich Sachsen durchgeführten Verwaltungsreformen wurden die Ämter aufgelöst. Dadurch kam Kleinbothen im Jahr 1856 unter die Verwaltung des Gerichtsamts Grimma und 1875 an die neu gegründete Amtshauptmannschaft Grimma. Der Bahnhof Großbothen, welcher teilweise in der Flur von Kleinbothen liegt, wurde am 27. Oktober 1867 mit dem Teilstück Grimma–Leisnig der Bahnstrecke Borsdorf–Coswig eröffnet. Die später eröffneten Bahnstrecken Glauchau–Wurzen (Muldentalbahn) und Borna–Großbothen (Querbahn) sind heute nicht mehr in Betrieb.
Am 1. Juli 1950 erfolgte die Eingemeindung von Kleinbothen nach Großbothen. Durch die zweite Kreisreform in der DDR im Jahr 1952 wurde Kleinbothen als Ortsteil von Großbothen dem Kreis Grimma im Bezirk Leipzig angegliedert, der ab 1990 als sächsischer Landkreis Grimma fortgeführt wurde und 1994 im Muldentalkreis bzw. 2008 im Landkreis Leipzig aufging. Bei der Auflösung der Gemeinde Großbothen kam Kleinbothen am 1. Januar 2011 mit den vier weiteren nördlichen Ortsteilen – Großbothen, Schaddel, Kössern und Förstgen zur Großen Kreisstadt Grimma. Seitdem bildet Kleinbothen mit Großbothen und Schaddel die Ortschaft Großbothen.

### Entwicklung der Einwohnerzahl
| Jahr    | Einwohnerzahl                                |
| ------- | -------------------------------------------- |
| 1548/51 | 21 besessene Mann, 30 Inwohner, 15 3⁄4 Hufen |
| 1764    | 21 besessene Mann, 8 Häusler, 16 1⁄4 Hufen   |
| 1834    | 280                                          |

| Jahr | Einwohnerzahl |
| ---- | ------------- |
| 1871 | 324           |
| 1890 | 366           |
| 1910 | 442           |

| Jahr | Einwohnerzahl |
| ---- | ------------- |
| 1925 | 460           |
| 1939 | 486           |
| 1946 | 734           |

## Sehenswürdigkeiten
- das Kriegerdenkmal des Ortes wurde 1920 für die Gefallenen des Ersten Weltkrieges errichtet

## Persönlichkeiten
- Johann Gottlob Hanschmann (1804–1858), Pädagoge und Lehrer